# Link Click
Link Click (chinois : 时光代理人, Shi Guang Dai Li Ren) est une série télévisée d'animation chinoise écrite par Li Haoling et produite par Studio LAN et Haoliners Animation League.
La première saison, diffusée sur Bilibili, débute le 30 avril 2021 et se termine le 9 juillet 2021. Le 16 juin 2023, une nouvelle saison est annoncée. Celle-ci commence le 14 juillet et s'achève le 22 septembre 2023. Le 26 septembre 2023, des épisodes spéciaux, intitulés Link Click: Bridon Arc (chinois : 时光代理人 英都篇, Shi Guang Dai Li Ren: Yingdu Pian) sont annoncés. Composée de 6 épisodes, cette nouvelle série est diffusée entre le 27 décembre 2024 et le 31 janvier 2025.

## Scénario
Deux jeunes adultes aux pouvoirs anormaux, Cheng Xiaoshi et Lu Guang, peuvent voyager dans le passé grâce aux photographies. Sous couvert d'une boutique de développement de photographies, ils répondent aux missions de leurs clients.

## Personnages
Lu Guang
Voix chinoise : Yáng Tiānxiáng ; voix française : Romain Altché
Cheng Xiaoshi
Voix chinoise : Sū Shàngqīng ; voix française : Donald Reignoux
Qiao Ling
Voix chinoise : Lǐ Shīméng ; voix française : Lila Lacombe
Xiao Li
Voix chinoise : Tútè Hāméng ; voix française : Anatole de Bodinat
Qian Jin
Voix chinoise : Wei Chao ; voix française : Simon Herlin
Liu Jing
Voix chinoise : Lín Qiáng
Liu Min
Voix chinoise : Sūn Lùlù ; voix française : Alexis Tomassian
Emma / Wú Lìhuá
Voix chinoise : Zhào Yìtóng ; voix française : Alexandra Garijo,
Chen Bin
Voix chinoise : Xīng Cháo ; voix française : Mathias Kozlowski
Yu Xia
Voix chinoise : Qián Chēn ; voix française : Muriel Chiara
Lin Zhen
Voix chinoise : Niè Xīyìng ; voix française : Amandine Hauguel
Lu Hongbin
Voix chinoise : Guān Shuài ; voix française : Grégory Lerigab

## Liste des épisodes

### Saison 1
| No  | Titre en français               | Titre original                        | Date de 1re diffusion |
| --- | ------------------------------- | ------------------------------------- | --------------------- |
| 1   | Emma                            | EMMA                                  | 30 avril 2021         |
| 2   | L'ingrédient mystère            | 秘方 Mì Fāng                          | 30 avril 2021         |
| 3   | Se faire rattraper par le passé | 只许输，不准赢 Zhīxǔ Shū，Bùzhǔn Yíng | 7 mai 2021            |
| 4   | Confessions Partie 1            | 告白 Gàobái                           | 14 mai 2021           |
| 5   | Confessions Partie 2            | 告别 Gàobie                           | 21 mai 2021           |
| 5.5 | Se faire rattraper par le passé | 比武招亲 Bǐ Wǔ Zhāo Qīn               | 28 mai 2021           |
| 6   | Disparition inquiétante         | 尋子 Xún Zǐ                           | 4 juin 2021           |
| 7   | Sur les traces du petit Doudou  | 梅姨 Méi Yí                           | 11 juin 2021          |
| 8   | Signalement marquant            | 错失的讯号 Cuòshī de Xùnhào           | 19 juin 2021          |
| 9   | Les conséquences de ses actes   | 善意的恶果 Shànyì de Èguǒ             | 25 juin 2021          |
| 10  | Le Pacte                        | 圈套 Quāntào                          | 2 juillet 2021        |
| 11  | Les porteurs de lumière         | 带着光的人 Dài zhuó Guāng de Rén      | 9 juillet 2021        |

### Saison 2
| No | Titre en français                     | Titre original                        | Date de 1re diffusion |
| -- | ------------------------------------- | ------------------------------------- | --------------------- |
| 1  | La chute                              | 坠落 Zhuìluò                          | 7 juillet 2023        |
| 2  | Attaque de nuit                       | 夜袭 Yè Xí                            | 14 juillet 2023       |
| 3  | Doubles funérailles                   | 两场葬礼 Liǎngcháng Zànglǐ            | 21 juillet 2023       |
| 4  | Les inconnues de la photo             | 照片中的她们 Zhàopiàn Zhōng de Tāmén  | 28 juillet 2023       |
| 5  | Le dernier repas                      | 最后的晚餐 Zuìhòu de Wǎncān           | 4 août 2023           |
| 6  | Li Tianxi                             | 李天希 Lǐ Tiān Xī                     | 11 août 2023          |
| 7  | Combat urbain                         | 巷战 Xiàng Zhàn                       | 18 août 2023          |
| 8  | L'otage                               | 人质 Rénzhì                           | 25 août 2023          |
| 9  | Trois histoires                       | 三个故事 Sāngè Gùshì                  | 1er septembre 2023    |
| 10 | Improvisation                         | 即兴演出 Jíxīng Yǎnchū                | 8 septembre 2023      |
| 11 | Confrontation                         | 对峙 Duìzhì                           | 15 septembre 2023     |
| 12 | J'ai besoin de mon gentil grand frère | 不能没有好哥哥 Bùnéng Méiyǒu Hǎo Gēgē | 22 septembre 2023     |

### Bridon Arc
| No | Titre en français          | Titre original                                           | Date de 1re diffusion |
| -- | -------------------------- | -------------------------------------------------------- | --------------------- |
| 1  | Le temps reprend son cours | 于是时间再次开始流转 Yúshì Shíjiān Zàicì Kāishǐ Liúzhuǎn | 27 décembre 2024      |
| 2  | Prélude                    | 于是时间再次开始流转 Xùmù                                | 3 janvier 2025        |
| 3  | Eux                        | 他们 Tāmen                                               | 10 janvier 2025       |
| 4  | And Then There Were None   | 无人生还 Wú Rén Shēnghuán                                | 17 janvier 2025       |
| 5  | Retrouvailles              | 重逢 Chóngféng                                           | 24 janvier 2025       |
| 6  | Enigmes                    | 迷局 Míjú                                                | 31 janvier 2025       |

### ONA
Une série de courts (environ 7 minutes) épisodes humoristiques, intitulée Link Click Shorts (chinois : 时光照相馆的日常, litt. « La vie quotidienne du studio Time Photo ») et animée par les studios LAN Studio et Kung Fu Frog Animation, met en scène les personnages en version chibi.
| No | Titre en français                       | Titre original           | Date de 1re diffusion |
| -- | --------------------------------------- | ------------------------ | --------------------- |
| 1  | Musique contagieuse                     | 开启循环模式             | 10 octobre 2021       |
| 2  | Commande de repas                       | 关于点外卖的那些事       | 10 novembre 2021      |
| 3  | Un nouveau compagnon - Partie 1         | 照相馆的新成员           | 10 décembre 2021      |
| 4  | Un nouveau compagnon - Partie 2         | 关于陪伴                 | 10 janvier 2022       |
| 5  | Petite séance de voyance                | 神婆”之谜                | 10 février 2022       |
| 6  | Lu Guang, top model ?                   | 照相馆的新业务           | 10 mars 2022          |
| 7  | Petit entretien avec notre trio         | 三人组的直播问答         | 10 avril 2022         |
| 8  | Petite leçon d'arts martiaux            | 三人组的习武日常         | 10 mai 2022           |
| 9  | Les soucis de Qiao Ling                 | 乔苓的烦恼               | 10 juin 2022          |
| 10 | La dernière partition                   | 时光连接中               | 10 juillet 2022       |
| 11 | Nouvelle leçon d'arts martiaux          | 三人组的习武日记         | 10 août 2022          |
| 12 | Pleine lune à la fêtre de la mi-automne | 中秋月圆                 | 10 septembre 2022     |
| 13 | Super surprise d'anniversaire           | 生日惊喜                 | 10 octobre 2022       |
| 14 | Terreur d'Halloween                     | 万圣夜惊魂               | 10 novembre 2022      |
| 15 | Réparation d'ordinateur                 | 万圣夜惊魂               | 10 décembre 2022      |
| 16 | Le deuxième livestream                  | 直播问答第二弹！         | 10 janvier 2023       |
| 17 | La deuxième requête spéciale            | 时光连接中，第二个委托！ | 10 février 2023       |
| 18 | Un visiteur inattendu                   | 最终话：意想不到的来客   | 10 mars 2023          |

## Accueil
Les critiques sur Allociné lui accordent la note de 3.9⁄5, et celles d'IMDb lui donnent 8.6⁄10. Screen Rant décrit Link Click comme « rafraîchissant et intéressant » qui « s'est rapidement transformé en un thriller psychologique encore plus intrigant ».